# Caribbomerus howdeni
Caribbomerus howdeni là một loài bọ cánh cứng trong họ Cerambycidae.